# Курцман-Лёйхтер, Рита
Рита Курцман-Лёйхтер (нем. Rita Kurzmann-Leuchter, урождённая Рита Генриетта Поллак, нем. Rita Henriette Pollak; 4 февраля 1900, Вена — 21 октября 1942, Буэнос-Айрес) — австрийская пианистка и музыкальный педагог.
Родилась в еврейской семье среднего достатка, отец (Маркус Поллак) был коммивояжёром. Окончила Венскую музыкальную академию. Под руководством Гвидо Адлера защитила диссертацию «Модуляции в инструментальных произведениях Моцарта» (нем. Die Modulation in den Instrumentalwerken Mozarts; 1924). В 1920-30-е гг. выступала как пианистка в Австрии и других европейских странах, преимущественно с произведениям Альбана Берга и Антона Веберна, с которыми была тесно связана.
В 1936 г. Рита Курцман эмигрировала в Аргентину, незадолго до этого разведясь со своим первым мужем. В Аргентине она вышла замуж вторично за музыковеда Эрвина Лёйхтера и взяла двойную фамилию. В аргентинский период Курцман-Лёйхтер лишь спорадически выступала с концертами в Буэнос-Айресе, в основном же посвятила себя компиляции учебных пособий для юных пианистов: в 1939 г. вышел составленный и подготовленный ею сборник «Первые шаги аргентинского пианиста» (исп. El Primer Paso del Pianista Argentino (Rondas, Canciones, y danzas populares arregladas para la enseñanza primaria)), в 1940 и 1941 гг. появились два выпуска «Начальной школы пианиста» (исп. Enseñanza Elemental del Piano), в 1941-м же был опубликован сборник «Рождественские песни» (исп. Canciones de Navidad). Посмертно в 1943 г. были изданы сборник «Детские песни Европы» (исп. Canciones infantiles europeas) и написанная совместно с Льерко Шпиллером книга «Маленький скрипач» (исп. El pequeño violinista), выдержавшая шесть изданий.